# Snežana Rodić
Snežana Rodić, z domu Vukmirović (ur. 19 sierpnia 1982) – słoweńska lekkoatletka specjalizująca się w trójskoku.
W 2003 zajęła 11. miejsce na młodzieżowych mistrzostwach Europy w Bydgoszczy. Bez awansu do finału startowała w 2005 na halowych mistrzostwach Europy w Madrycie i mistrzostwach świata w Helsinkach. W tym samym roku zajęła 4. miejsce na igrzyskach śródziemnomorskich. Szósta zawodniczka halowego czempionatu Europy oraz piąta igrzysk śródziemnomorskich (2009). Rok później zajęła 6. miejsce na czempionacie Starego Kontynentu w Barcelonie. Na czwartym miejscu zakończyła rywalizację podczas halowych mistrzostw Europy w Paryżu (2011). W 2012 nie awansowała do finału ani halowych mistrzostw świata, ani mistrzostw Europy. Srebrna medalistka igrzysk śródziemnomorskich w Mersin (2013). W tym samym roku zajęła 9. miejsce na mistrzostwach świata w Moskwie.
Okazjonalnie występuje także w skoku w dal – w tej konkurencji zajęła m.in. szóstą lokatę na igrzyskach śródziemnomorskich w 2013 roku.
Wielokrotna złota medalistka mistrzostw Słowenii (również w skoku w dal) oraz reprezentantka kraju w pucharze Europy i drużynowym czempionacie Europy.
Jej mężem jest Aleksandar Rodić – piłkarz grający w słoweńskiej reprezentacji narodowej.
Rekordy życiowe: stadion – 14,58 (15 czerwca 2013, Nova Gorica); hala – 14,35 (8 marca 2009, Paryż).

## Osiągnięcia
| Rok  | Impreza                               | Miejsce          | Pozycja           | Wynik  |
| ---- | ------------------------------------- | ---------------- | ----------------- | ------ |
| 2003 | Młodzieżowe mistrzostwa Europy        | Bydgoszcz        | 11. miejsce       | 12,89  |
| 2004 | I liga pucharu Europy                 | Stambuł          | 3. miejsce        | 13,55  |
| 2005 | Halowe mistrzostwa Europy             | Madryt           | el. – 9. miejsce  | 13,93  |
| 2005 | I liga pucharu Europy                 | Gävle            | 3. miejsce        | 13,62  |
| 2005 | Igrzyska śródziemnomorskie            | Almería          | 4. miejsce        | 14,08  |
| 2005 | Mistrzostwa świata                    | Helsinki         | el. – 15. miejsce | 13,88  |
| 2007 | I liga pucharu Europy                 | Mediolan         | 6. miejsce        | 13,26  |
| 2008 | II liga pucharu Europy                | Bańska Bystrzyca | 2. miejsce        | 13,91  |
| 2009 | Halowe mistrzostwa Europy             | Turyn            | 6. miejsce        | 13,87  |
| 2009 | I liga drużynowych mistrzostw Europy  | Bergen           | 1. miejsce        | 13,44  |
| 2009 | Igrzyska śródziemnomorskie            | Pescara          | 5. miejsce        | 14,10  |
| 2009 | Mistrzostwa świata                    | Berlin           | el. – 19. miejsce | 13,92  |
| 2010 | Halowe mistrzostwa świata             | Doha             | el. – 9. miejsce  | 13,84  |
| 2010 | I liga drużynowych mistrzostw Europy  | Budapeszt        | 2. miejsce        | 14,52w |
| 2010 | Mistrzostwa Europy                    | Barcelona        | 6. miejsce        | 14,32  |
| 2011 | Halowe mistrzostwa Europy             | Paryż            | 4. miejsce        | 14,35  |
| 2011 | I liga drużynowych mistrzostw Europy  | Izmir            | 3. miejsce        | 13,56  |
| 2012 | Halowe mistrzostwa świata             | Stambuł          | el. –             | NM     |
| 2012 | Mistrzostwa Europy                    | Helsinki         | el. – 15. miejsce | 13,95w |
| 2013 | II liga drużynowych mistrzostw Europy | Kowno            | 1. miejsce        | 14,07  |
| 2013 | Igrzyska śródziemnomorskie            | Mersin           | 2. miejsce        | 14,36  |
| 2013 | Mistrzostwa świata                    | Moskwa           | 9. miejsce        | 14,13  |
| 2014 | Mistrzostwa Europy                    | Zurych           | 7. miejsce        | 13,82  |